# Susanna van Oostdijk
Susanna van Oostdijk (Den Briel, 4 oktober 1597 – Den Haag, 2 augustus 1661) was de echtgenote van de Nederlandse remonstrantse predikant Arnoldus Geesteranus (1593-1658).
Susanna van Oostdijk, dochter van een Brielse stadsbestuurder, wordt ook wel de Loevesteinse bruid genoemd, omdat ze haar verloofde Geesteranus trouw bleef ook toen hij van 1624 tot 1631 in Slot Loevestein gevangen zat vanwege het feit dat hij zich niet geheel kon vinden in de besluiten van de Synode van Dordrecht (1618-1619). Toen het haar in 1626 werd toegestaan Geesteranus te bezoeken, bleef zij op Loevestein, waar het paar het jaar daarop trouwde en vervolgens drie kinderen kreeg (waarvan de eerste kort na de geboorte overleed). In 1631 wist Geesteranus uit Loevestein te ontsnappen. Zijn echtgenote bleef achter, maar werd kort daarna vrijgelaten. Het gezin vestigde zich uiteindelijk in Den Haag, waar Geesteranus als predikant was beroepen. Susanna van Oostdijk overleed in 1661, drie jaar na haar man. Ze werd begraven in het familiegraf in de Oude Kerk in Den Haag.
In de achttiende en negentiende eeuw was de trouw van Susanna van Oostdijk regelmatig onderwerp van stichtelijk-romantische verhalen, toneelstukken en gedichten. Een bekend werk is een gedicht dat Hendrik Tollens (1780-1856) in 1848 over haar publiceerde. Ook Betje Wolff (1738-1804), zelf vrouw van een predikant, schreef een uitgebreid gedicht waarin Geesteranus de loftrompet steekt over haar trouw. Toneelschrijver en predikant Adriaan Loosjes (1689-1767) wijdde eveneens een stuk aan de relatie tussen Susanna van Oostdijk en Geesteranus.